# Lijst van kasseistroken in Drenthe

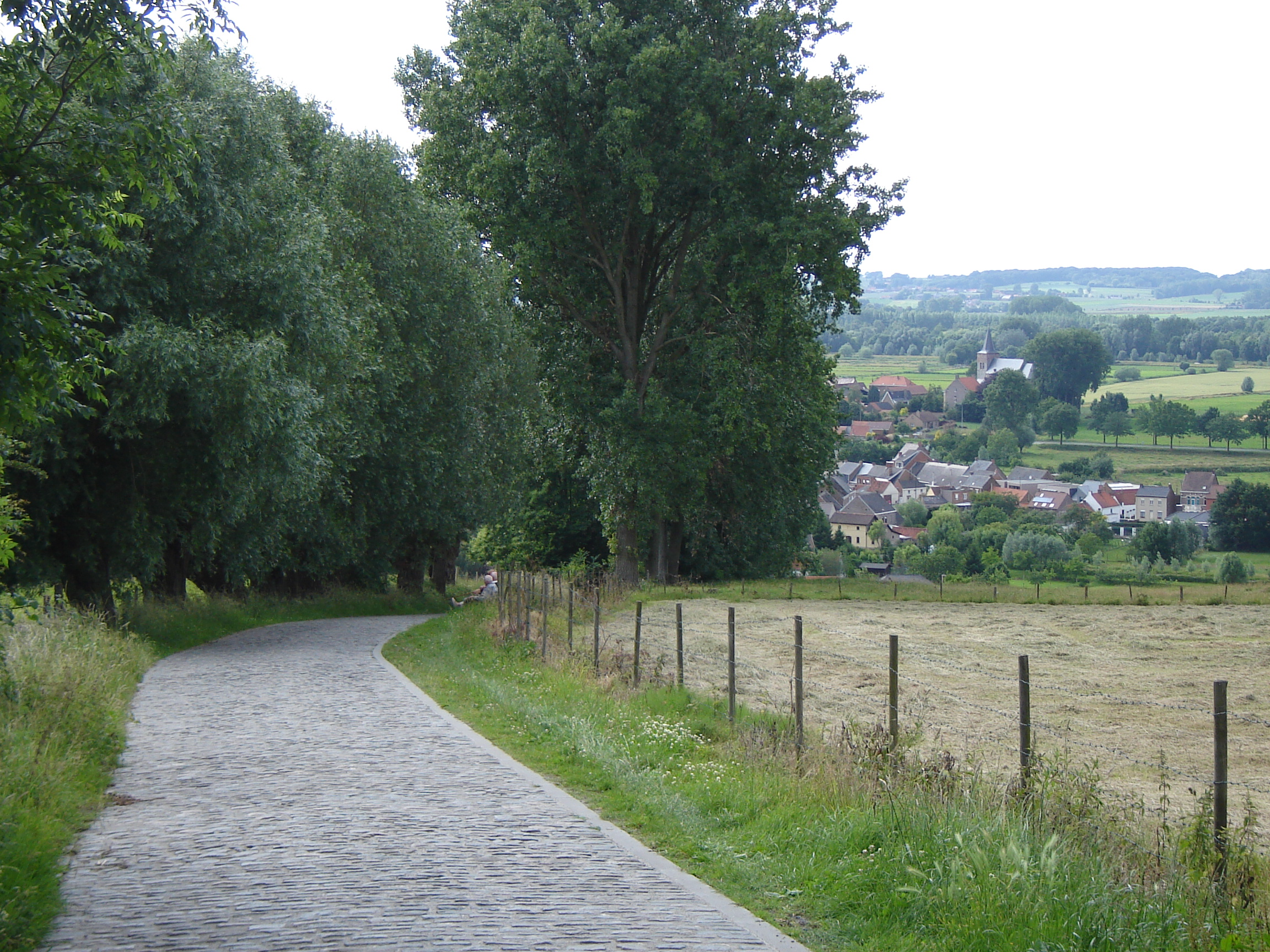
Voorbeeld van een kasseistrook.

Dit is een lijst van kasseistroken in Drenthe, Nederland. Deze kasseistroken zijn vooral bekend uit wielerwedstrijden. Vaak worden ze gecombineerd. Enkele kasseistroken zitten in recreatieve wieler- of fietsroutes. 
De meeste stroken zijn meermaals opgenomen in de Ronde van Drenthe. 
De bekendste stroken in Drenthe zijn:
- De Boslaan: een straat in de buurt van Exloo. De straat loopt door Boswachterij Odoorn. De strook is 3,5 km lang.
- Het Bodenpad: een straat in de buurt van Exloo. De straat loopt door Boswachterij Odoorn en komt langs hunebed D30. De strook is 0,5 km lang.
- De Bosrand: een straat in de buurt van Exloo. De straat loopt langs de rand van Boswachterij Odoorn. De strook is 0,5 km lang.
- De Schaapstreek: een straat in de buurt van Odoorn. De straat loopt deels door Boswachterij Odoorn en kruist middels tunneltje de N34. De strook is 2,4 km lang.
- Het Schapenpark: een vervolg op de strook Schaapstreek in de buurt van Odoorn. De strook loopt door Boswachterij Odoorn. De strook is 2,0 km lang.
- De Valtherzandweg: een straat tussen Odoorn en Valthe. De strook is 2,8 km lang.
- De Dalakkersweg: een straat tussen Exloo en Valthe dichtbij de Valtherzandweg. De straat komt langs hunebed D31. De strook is 1,3 km lang.
- Het Wezuperveld: een strook in de buurt van Schoonoord. De strook loopt door het bosgebied Sleenerzand. De strook is 2,1 km lang.
- Het Pieterpad: een strook in de buurt van Schoonoord. De strook loopt door het bosgebied Sleenerzand en start in de buurt van het Oranjekanaal. De strook is 1,2 km lang.
- Het Staatsbos: een straat in de buurt van Gieten en Borger. De straat loopt door Boswachterij Gieten-Borger en door natuurgebied Drouwenerzand. De strook is 6,0 km lang en grotendeels moeilijk begaanbaar.
- De Steenhopenweg: een straat tussen Gasselte en Borger dichtbij de strook Staatsbos. De straat loopt door natuurgebied Drouwenerzand. De strook is 1,5 km lang.
- De VAM-berg: een strook van 150 m onder gemiddeld 10% in de buurt van Wijster.